# Ahilya Bai Holkar

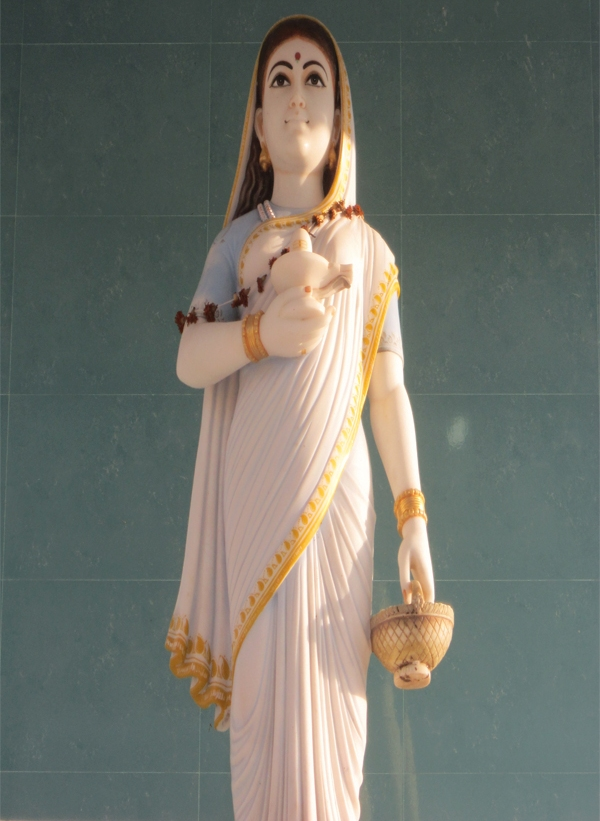
Standbild der Ahilya Bai Holkar im Datta Tempel, Sahastra Dhara, Jalkoti, bei Maheshwar

Ahilya Bai Holkar (auch Ahilyabai oder Ahilyābāī Holkar, früher auch Ahilya Baee, hindi अहिल्या बाई होळकर, geb. 1725 (?), gest. 13. August 1795; Regierungszeit 1765–1795) war eine Fürstin des westindischen Marathenvolks aus der Familie der Holkar, die von ihrer Residenz in Maheshwar an der Narmada, der alten Hauptstadt der Holkar, 100 km südlich von Indore, über ihre Provinz Malwa im heutigen indischen Bundesstaat Madhya Pradesh herrschte.
Galt sie bereits zu Lebzeiten wegen ihrer Lebensführung und Staatskunst als vorbildliche Landesmutter, so wurde sie nach ihrem Tod in ihrer Heimat bis heute als heiligmäßige Gestalt verehrt. Nach ihr ist eine der Kategorien des Nari Shakti Puraskar, des höchsten indischen an Frauen vergebenen Staatspreises, benannt.

## Leben

### Herkunft, Ehe
Ahilya Bai stammte aus einer Bauernfamilie. Ihr künftiger Schwiegervater, der Gründer des Fürstenhauses der Holkar, Malhar Rao Holkar (1693–1766), selbst aus einfachen Verhältnissen stammend lernte sie auf der Durchreise durch ihr Dorf kennen und bestimmte sie wegen ihres ernsten, frommen Wesens seinem einzigen Sohn, Khande Rao Holkar (1723–1754), zur Braut, der sie im Jahr 1733 heiratete. 1745 brachte sie einen Stammhalter, den späteren Herrscher Male Rao Holkar (1745–1767), 1748 eine Tochter, Mukta Bai, zur Welt.
Wenn auch keine Schönheit, war Ahilya Bai doch schlank, darüber hinaus von hellem Verstand, heiter und freundlich, von natürlichem Wesen, starkem Willen und einem hohen, edlen Sinn für ihre Aufgaben erfüllt; darüber hinaus konnte sie lesen und schreiben, wie ihr Briefwechsel belegt, und verstand die Puranas (heiligen Schriften), die sie mit Vorliebe las. Mit dem Tod ihres Mannes in der Schlacht von Kumher, Rajasthan 1754 war sie jung zur Witwe geworden und nur das Einschreiten des Schwiegervaters hielt sie von der rituellen Selbstverbrennung, dem Sati, ab.

### Regentschaft für ihren Sohn
Von ihrem Schwiegervater in die Praxis der Regierung eingeführt, als Verwalterin ihres eigenen Jagirs (Lehens) und zum Teil sogar mit detaillierten militärischen Anweisungen versehen, wuchs Ahilya Bai bald in die Tagesgeschäfte des Fürstentums hinein.

„‚…halte in Mathura nicht einmal an, um Wasser zu trinken, sondern ziehe [mit der Armee] nach Überschreiten des Chambal nach Gwalior weiter. Da kannst du vier oder fünf Tage rasten. Halte deine schwere Artillerie beisammen und sorge für so viel Munition wie nur möglich (31. 1. 2765) … lass Kugeln für die Kanonen und für die auf Kamelen transportierten Geschütze anfertigen, um deine Munitionsvorräte aufzufüllen … Wenn du eine Festung… einnehmen muss, sorge immer für ausreichend Artillerie. Grabe dich auf keinen Fall vor einem Fort ein – wenn immer möglich, erreiche dein Ziel stattdessen durch Prestige‘ (4. 11. 765).“

Seit ihrer Verwitwung nur noch in schlichte weiße Gewänder gekleidet – weiß ist die Trauerfarbe der Hindus – verzichtete sie auf jede Art von Schmuck, beanspruchte jedoch nach dem Tod ihres Schwiegervaters 1766 die Regentschaft für ihren Sohn Male Rao.

„Das war allerdings ein außerordentlicher Anblick: eine Frau ohne Eitelkeit, eine Bigotte ohne Intoleranz… sie gilt heute als Avatara, eine Wiedergeburt des Göttlichen“

Der Sohn Male Rao hatte schon vor Amtsantritt Zeichen geistiger Verwirrung gezeigt, ehe er 1767 nach nur neunmonatiger Regierung in Umnachtung starb. Die Tochter Mukta Bai, die nach Hindu-Erbrecht durch ihre Heirat von der Erbfolge ausgeschlossen war, vollzog nach dem frühen Tod des Mannes und ihres einzigen Sohnes gegen den erbitterten, fast gewaltsamen Widerstand von Ahilya Bai und zu deren unaussprechlichem Kummer jene öffentliche Witwenverbrennung (Sati), auf die sie seinerzeit selbst verzichtet hatte.

### Alleinregierung
Ahilya Bai war nach dem Verlust ihres Mannes, des Schwiegervaters, beider Kinder und Enkelkinder auf sich allein gestellt. Sie lehnte die ihr vorgeschlagene Adoption eines Thronfolgers ab und beanspruchte unter Berufung auf das Erbrecht die Regierungsgewalt für sich selbst; ein Patent ihres nominellen Oberherrn, des Peshwa von Pune, bestätigte 1767 offiziell ihren Herrschaftsanspruch.

#### Regierungsdualismus
Sie beauftragte umgehend den gleichaltrigen, mit ihr aber nicht verwandten General Tukoji Holkar mit der Führung der Armee im Norden und im Süden (Dekkan), während sie selbst sich um die Regierung und Zivilverwaltung des eigentlichen Malwa kümmerte – ein Dualismus (do amīn, „zwei Herrschaften“), der sich in dieser personellen Konstellation bewährte. Ahilya Bais Status als Herrscherin stand dabei nie in Frage. In den Jahren der Zusammenarbeit scheint es keinen einzigen ernsthaften Zwist oder Meinungsverschiedenheit zwischen dem Feldherrn und seiner Fürstin gegeben zu haben.
Für die Zeit ungewöhnlich war auch, dass es in ihrer dreißigjährigen Regierungszeit keinen nennenswerten Wechsel im Führungspersonal gab. Ihr Erster Minister, der Brahmane Khande Rao, galt als Persönlichkeit von „exzellentem Charakter“ (Malcolm), und auch die Inhaber der übrigen Posten scheinen keinen Anlass zur Unzufriedenheit gegeben zu haben.

„Die geteilte Verantwortung währte etwa dreißig Jahre, ungetrübt durch Eifersucht oder Ehrgeiz. Der Hauptgrund dafür lag in der Kompetenz, mit der Ahalya Bai die zivilen Angelegenheiten regelte, in der Unterstützung, die sie Sindhia zukommen ließ (eine Anleihe von 3 Mio. Rupien) und im Ruf der Heiligkeit, den sie sich durch ihre Wohltätigkeit erwarb.“

#### Tagesablauf
Ihr normaler Tagesablauf begann eine Stunde vor Sonnenaufgang mit dem Morgengebet und dem Anhören der Heiligen Bücher, wonach sie Essen und Almosen an Brahmanen verteilte. Nach dem (vegetarischen) Frühstück betete sie erneut und legte dann eine kurze Ruhepause ein. Gegen zwei Uhr mittags hielt sie bis sechs Uhr abends Darbar (Hof), wonach sie erneut zwei bis drei Stunden betete und ein einfaches Essen zu sich nahm. Von neun Uhr bis elf Uhr abends erledigte sie wieder Amtsgeschäfte, ehe sie sich zur Ruhe begab.

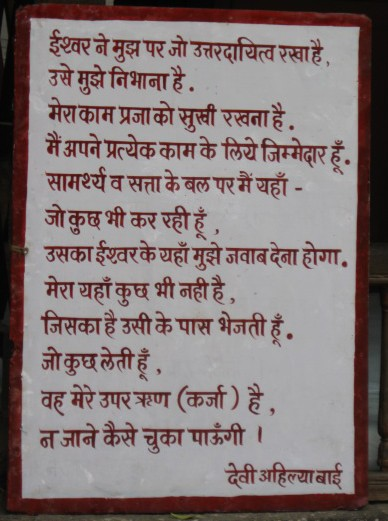
Inschrift mit Zitat Ahilya Bais im Palast von Maheshwar

#### Rechtsprechung
Die Rechtsprechung war ein besonderes Anliegen Ahilya Bais, sie sprach täglich persönlich (und unverschleiert) in öffentlichem Darbar (Hof, Hofhaltung) Recht, ohne Ansehung von Person, Stand oder Bestechungsgeldern. Todesstrafen sprach sie wenige aus, warnte auch davor, hielt aber durch eine strenge, aber maßvolle Rechtsprechung die Gesetzesbrecher im Zaum.

#### Wirtschaftspolitik, Förderung der Stadt Indore
Ahilya Bai gründete und förderte die auf ihrem Gebiet gelegene Siedlung Indore, die unter ihr zu einer großen Stadt heranwuchs. Eigentumsrechte bestätigte und beachtete sie; Konfiskationen von Vermögen, deren Inhaber ohne Kinder oder ohne männlichen Erben gestorben waren, zugunsten der Staatskasse oder von Dritten (Brahmanen o.a.) ließ sie nicht zu; das Erbe blieb den Familien erhalten, auch ohne Zahlung von Bestechungsgeldern.

#### Finanzen, Außenpolitik
Die drei Bereiche von Staats-, Familien- und Privatvermögen hielt sie streng voneinander getrennt und rechnete genau ab. Die Außenpolitik besorgte sie durch von ihr bestellte Gesandte (Wakils) an den auswärtigen Höfen, so wie an ihrem Hof zahlreiche Diplomaten oder Bevollmächtigte der indischen Nachbarstaaten tätig waren.

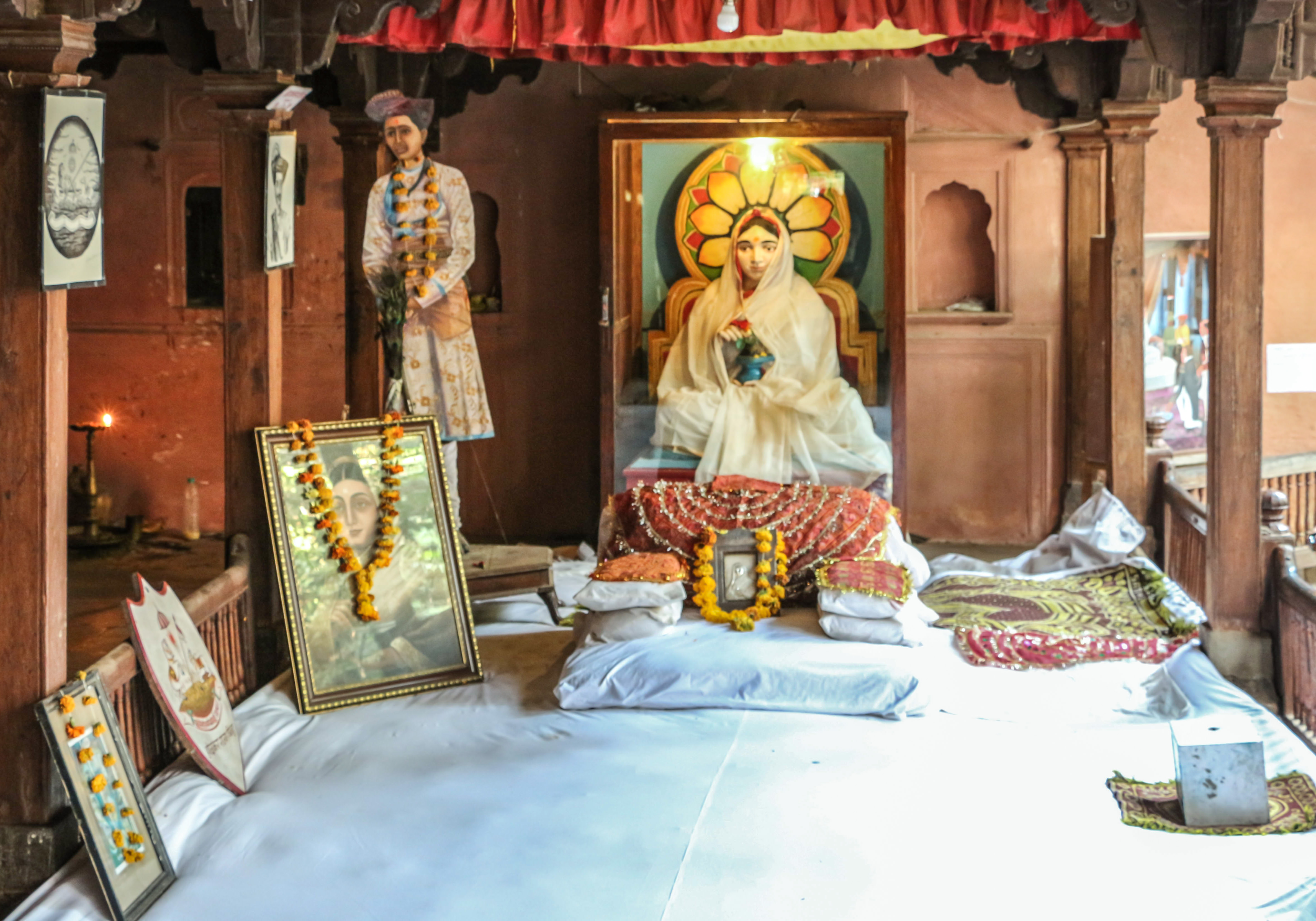
Statue von Ahilya Bai Holkar im Palast von Maheshwar

Von großer Bedeutung für die Sicherheit ihres Herrschaftsgebietes war ihr gutes Verhältnis zu dem mächtigsten Marathen-Nachbarn, Mahadji Sindia von Gwalior, den sie sowohl durch eine große Anleihe als auch ihr Prestige von Einfällen in ihr Stammland abzuhalten verstand.

#### Politik gegenüber den Stämmen (Adivasi)
Den in ihrem Herrschaftsgebiet ansässigen Stammesgruppen der Bhils und Gonds sicherte sie den Bestand und die Unverletzlichkeit ihrer Besitzungen zu gegen die Auflage, gegen eine geringe Gebühr – zu Lasten der Durchreisenden – für die Sicherheit der Verkehrswege zu sorgen, die durch ihr Gebiet führten; diese Vereinbarung erwies sich als überaus effektiv, praktisch und Friede stiftend.

#### Religiöse, soziale und „investive“ Wohltätigkeit
Ihre Wohltätigkeit erstreckte sich weit über die Grenzen ihres Herrschaftsgebiets hinaus bis zu den vier Char Dham, indem sie systematisch durch ihre brahmanischen Agenten in ganz Indien von Kedarnath im äußersten Norden bis Rameshvaram im äußersten Süden, von Dvaraka im Westen bis Jagannath/Puri im Osten Pilgerstraßen, Tempel, Brunnen, Heiligenschreine und Ghats (Zugänge zu den heiligen Flüssen) errichten ließ oder förderte, wobei sie nicht nur die Hinduheiligtümer shivaitischen Glaubens bedachte – die Holkars waren Shivaiten –, sondern auch Vishnu- und andere Denominationen des Hindu-Spektrums. Auch muslimische Pilger- und Wallfahrtsstätten, vor allem der Fakire, kamen in den Genuss ihrer Zuwendungen und Sanads (Patente). Sie unterstützte Hunderte von Brahmanenfamilien und sponserte zahlreiche religiöse Festlichkeiten als „königliches, dharmisches Spenden“ Ein geflügeltes Wort erinnerte noch 150 Jahre später an die wirtschaftlich belebende Bautätigkeit Ahilya Bais:

„होलकरी टाकी चालु टेकी – Meißel der Holkar, arbeite weiter!“

#### Infrastruktur, Wohltätigkeit
Auch Straßen – z. B. über die Steilhänge des Vindhya-Gebirges – und Forts ließ sie errichten. In der heißen Zeit ließ sie an den Überlandstraßen Wasser verteilen, zum Teil auch für das Zugvieh, richtete Volksfeste aus, verteilte täglich Lebensmittel an die Ärmsten und in der kalten Jahreszeit Kleidung. Sie ließ eigens Felder brachliegen, die den Vögeln als Wohltätigkeit das nötige Futter bereitstellten und andererseits die Vogelscharen von den Feldern der Bauern fernhielten.

#### Religionspolitik
Kommunalistische Unruhen, wie sie zwischen den Angehörigen der muslimischen und Hindubevölkerung damals wie heute an der Tagesordnung waren, traten unter ihrer Herrschaft nicht auf: „Muslime wie Hindus beteten vereint für ihr langes Leben und ihr Wohlergehen.“

#### Steuerpolitik
Als den Schlüssel zum Wohlstand ihres Fürstentums bezeichnete bereits ihr Biograph Malcolm ihre Politik der gezielt niedrigen Steuern; wie bereits zwei Jahrhunderte vor ihr der Premierminister des benachbarten Staates Ahmednagar, der abessynische Siddhi Malik Ambar (1549–1626) legte sie dadurch den Grundstein für das Blühen ihres Staates, wirkte anregend auf Urbarmachung und Gewerbe, zog private wie öffentliche Investitionen an und füllte die Kassen des Staates nicht durch gewaltsame Beitreibung, Konfiskation und hohe Steuersätze, sondern durch freiwilligen Zuzug, Bevölkerungs- und Wirtschaftswachstum. Ihr Konzept galt bereits unter den Zeitgenossen als vorbildlich; im Gegensatz zu ihren durch ihre militärischen Eroberungszüge überaus aktiven marathischen Nachbarn, z. B. des Peshwa von Pune, blieb sie dadurch schuldenfrei und konnte jederzeit günstig Geld aufnehmen.

### Letzte Jahre, Tod

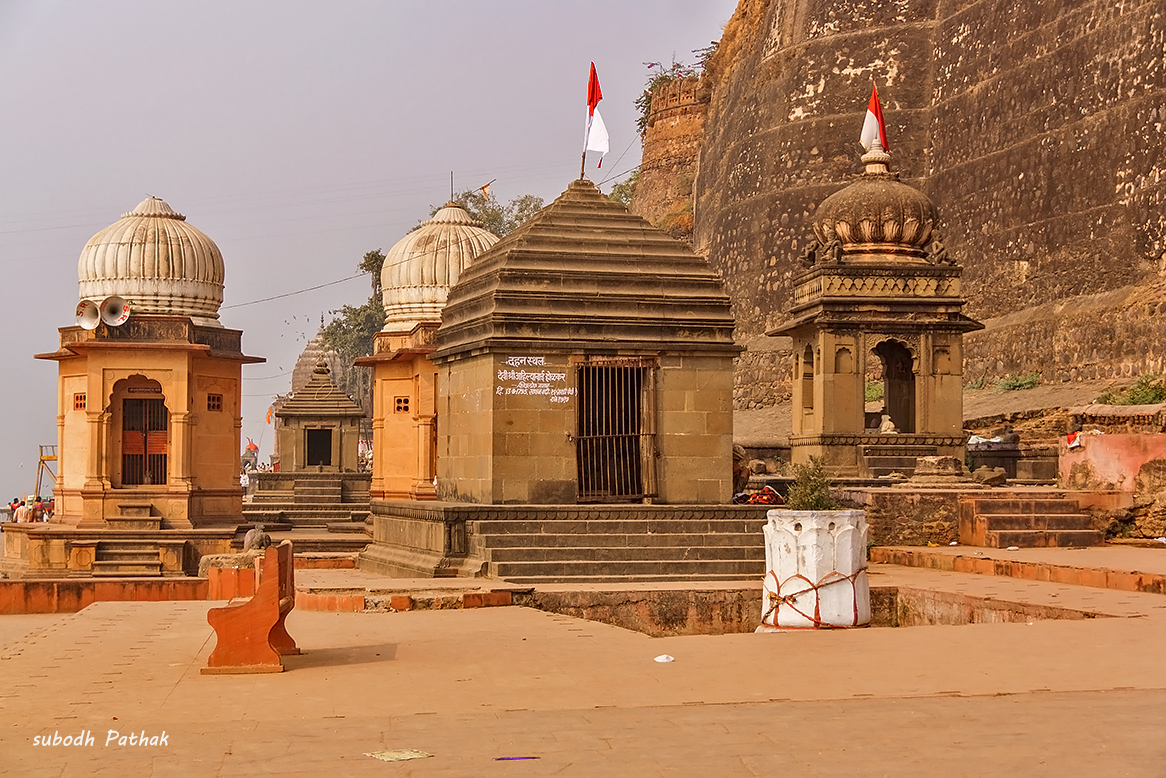
Grabmal von Ahilya devi Holkar

Ahilya Bai starb, wahrscheinlich durch zu strenges Fasten erschöpft, im Jahr 1795, ohne Erben.

## Nachleben
Ihr folgte auf den Gaddi (Thron) zwei Jahre lang zunächst ihr siebzigjähriger militärisch tüchtiger, aber politisch glückloser Feldherr Tukoji Holkar – „ein guter Soldat, ein schlichter und ungekünstelter Mann, dessen Mut seine Gewandtheit überstieg, was für einen Marathenführer kein geringes Lob ist“ (Malcolm). Nach seinem Tod im Alter von 72 Jahren im Jahr 1797 stritten seine vier Söhne aus einer legitimen und einer nichtlegitimen Ehe um das Erbe. Malwa, unter Ahilya Bais Good governance noch ein wohlhabendes, wohlgeordnetes Fürstentum ohne innere Unruhen und durch geschickte Außenpolitik ungestört von Einfällen, sank innerhalb von zwei Jahren in den Nachfolgekämpfen zwischen den Holkars zu einer der am meisten verwüsteten und heruntergekommenen Regionen herab – „das allgemeine Jagdrevier aller Arten von Räuberbanden“ (Edwardes) des an Zerstörungen nicht armen Landes, ehe die Briten im Jahr 1818 die Macht übernahmen.

## Abbildung
Eine Statue von Ahilya Bai befindet sich u. a. in dem von ihr gestifteten Vishnupad-Tempel von Gaya (Bihar).

## Kritik
Der marathische Historiker G.S. Sardesai beklagte die militärische Zurückhaltung Ahilya Bais, vor allem gegenüber den benachbarten Fürsten von Gwalior, den Sindhia (oder Shinde), deren Aufstieg in diese Periode fällt. Ihr Desinteresse an Machtfragen habe den Niedergang des auf sie angewiesenen Peshwa von Pune, ihres marathischen Oberherren, und der Marathen insgesamt mitverursacht. Ebenso urteilt C. E. Luard in The Cambridge History of India. Ahilya Bais Truppen waren jedoch durchaus vorhanden, keineswegs ein peace corps (Dighe) und unter ausländischen Offizieren, z. B. dem Franzosen Dudrenec oder dem Amerikaner Boyd, gut ausgebildet und unter der Führung Tukoji Holkar ständig im Einsatz, allerdings nur im Ausland, d. h. im nordindischen Hindustan und im südindischen Dekkan. Der indische Historiker Jadunath Sarkar verwies darauf, dass Mahadji Sindhia ohne die aktive Unterstützung durch die Truppen Ahilya Bais niemals seine dominierende Stellung hätte einnehmen können Darüber hinaus konnte das Haus Holkar am weiteren Aufstieg des mit ihm rivalisierenden Hauses Sindhia, mit dem es 1793 sogar zur Schlacht bei Lakheri, Rajasthan, kam, kein Interesse haben. An Mut fehlte es Ahilya Bai nicht, in Krisensituationen führte sie ihre Truppen, bewaffnet auf einer Elefanten-Howdah sitzend, auch persönlich an.
Schon ihr Biograph Malcolm fragte, ob es weise gewesen sei, so viel Geld wie sie für fromme Zwecke zu verwenden und wurde von einem Brahmanen mit der Gegenfrage konfrontiert, ob Ahilay Bai durch das Bereitstellen selbst der doppelten Summe für das Militär ihrem Land wohl denselben Frieden und Wohlstand verschafft hätte wie durch ihre Wohltätigkeit.

## Zitate
- „…eine der außergewöhnlichsten Herrschergestalten im Indien des 18. Jahrhunderts… wohl die beste administrative Führungskraft der Marathen überhaupt“; Stewart Gordon 1993[38]
- „Ahilya Bais Erfolge in der inneren Verwaltung ihres Gebietes waren ganz wunderbar… Der Grundzug ihres Lebens war es, das Wohlergehen aller Menschen um sie herum zu fördern; sie habe sich gefreut, sagte man mir, wenn sie Bankiers, Kaufleute, Landwirte und Bauern reich werden sah. … Kurz und gut, sie war nach allgemeiner Auffassung ein Muster für gute Verwaltung in Malwa“; Malcolm 1832[39]